# Брикет (металлургия)

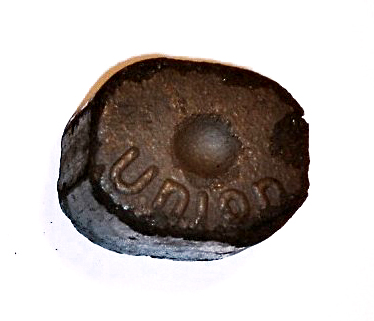
Брикет бурого угля

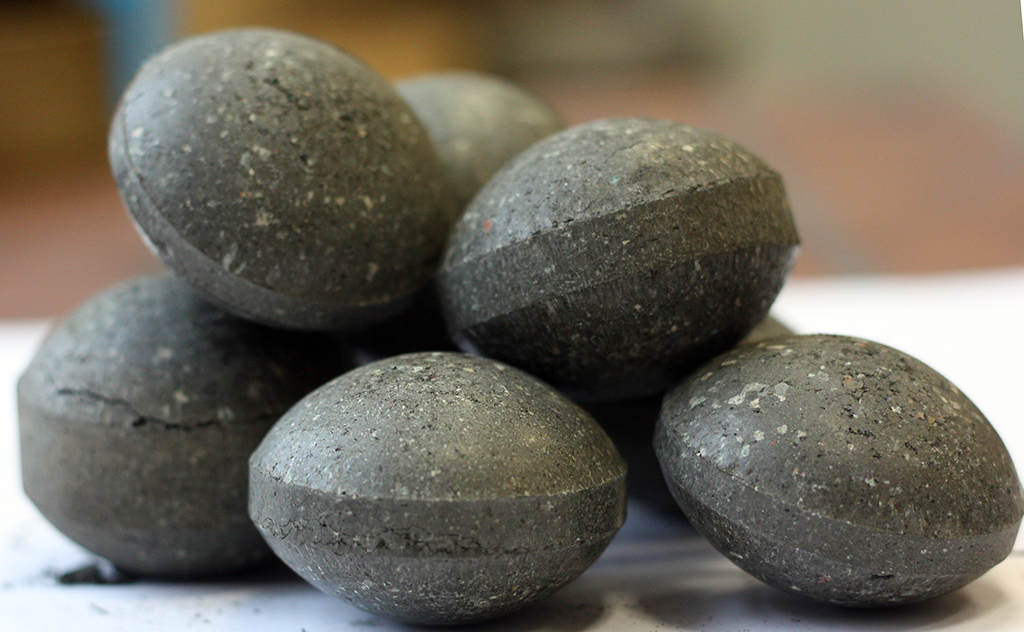
Сбрикетированный концентрат

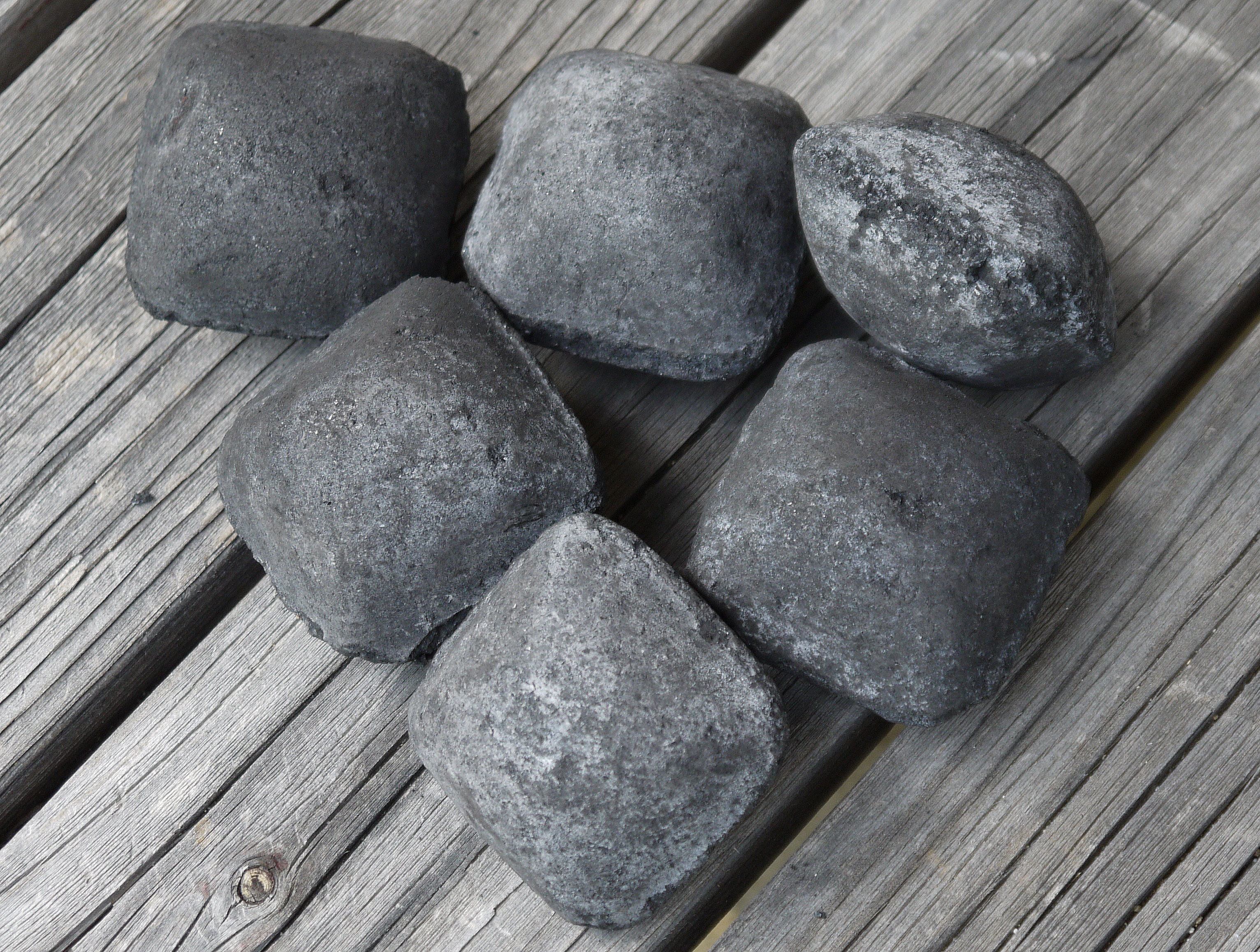
Угольные брикеты

Брике́т — часть окускованного материала (руды, восстановителя и т. п. в смеси со связующим веществом), полученная в результате брикетирования. По сравнению с исходным материалом обычно обладает большей крупностью, что важно для некоторых металлургических процессов (например, в руднотермической электропечи при использовании брикетов вместо мелкого (пылевидного) сырья увеличивается газопроницаемость шихты, снижается пылевынос). Кроме того, брикет может содержать не только руду, но и восстановитель и флюс, тесный контакт этих материалов способствует более полному и быстрому их взаимодействию.

## Связующие вещества
Все вяжущие вещества в зависимости от степени дисперсности делятся на две группы:
- на основе коллоидно-дисперсных систем (суспензий) — цементы;
- на основе молекулярно-дисперсных систем (растворов) — связки.

Цементы в зависимости от химической природы дисперсионной среды делятся на две группы: на основе воды и на основе неводных растворителей. Цементы на основе неводных растворителей, в том числе и органического происхождения (смол, пеков, дегтя, сульфитно-спиртовой барды и др.), имеют подчиненное значение в металлургии, так как обычно дороги, дефицитны и не обеспечивают необходимой термической стойкости образцов.
Наибольшее применение в качестве вяжущих получили цементы, в которых дисперсионная среда представлена водой или водными растворами солей, кислот и гидроокисей, а дисперсная фаза состоит из солей и окислов различных соединений или металлов. При этом возможно практически любое сочетание дисперсионных сред и дисперсных фаз. Эти же сочетания используются и для безобжигового окускования металлургических шихт. При этом наибольшее распространение при безобжиговом окусковании получили вяжущие гидравлического твердения. В них дисперсионная среда представлена водой, а дисперсная фаза — солью. Эта дисперсная фаза обычно и называется цементом. Наилучшие условия для твердения гидравлических цементных связок создаются при их хранении в воздушно-влажной среде.
Основные типы гидравлических цементных связок:
- быстротвердеющий портландцемент;
- шлакопортландцемент;
- быстротвердеющий шлакопортландцемент;
- пуццлановый портландцемент;
- глинозёмистый цемент;
- известь.

## Применение в чёрной металлургии
Брикетирование в черной металлургии — это наиболее ранний способ окускования. В начале 20 века брикетирование было вытеснено более высокопроизводительным процессом агломерации. Альтернативой агломерации стало окомкование, доля которого в общих объёмах окускования железорудного сырья с середины 20 века неуклонно растет. Кроме того, для отдельных видов железных руд брикетирование может оказаться предпочтительным процессом. Такими рудами являются богатые железные руды, содержащие 60 % и более железа в руде. Одна из технологий брикетирования включает предварительное грохочение для удаления крупных классов; дозирование и предварительное смешивание 85—90 % мартитовой, железослюдково-мартитовой руды и 10—15 % гидрогематитовой руды; смешивание со связующими веществами; прессование; сушку. Полученные брикеты имеют плотность 3200—3500 кг/м3 , прочность на сжатие около 4,5 МПа.
Сущность брикетирования заключается в том, что мелкий сыпучий материал, увлажненный и тщательно перемешанный с небольшим количеством связующих добавок (5—10 %) подается на брикет-прессы, где под давлением до 50—100 МПа формуются брикеты прямоугольной, цилиндрической или овальной формы размером от 20 до 150 мм. Необходимая прочность брикетов достигается в результате их сушки или тепловой обработки при температурах 150—500 °С. В качестве связующих используют концентрат сульфитно-спиртовой барды, растворимое стекло, известь-пушенку, цементы и др. Брикетирование применяют при небольших масштабах производства и при необходимости сохранения в рудном материале серы, которая нужна в некоторых случаях при плавке меди, никеля и других руд (при агломерации и обжиге окатышей основное количество серы руды выгорает). По большинству технико-экономических показателей брикетирование значительно уступает производству агломерата и окатышей.
В чёрной металлургии брикетирование применяется также для получения горячебрикетированного железа.

## Применение в цветной металлургии
Одной из причин распространения брикетирования в цветной металлургии является то, что в силу особенностей руд цветных металлов альтернативные брикетированию методы окускования не дают существенных преимуществ. В частности, получение агломератов из руд цветных металлов нередко требует повышенных температур и затрат сырья (расходы топлива достигают 25 %), комкуемость и газопроницаемость не высокая, агломерат получается пылеватым и не таким прочным, как при окусковании железных руд. С другой стороны, прочность брикетов из руд цветных металлов вполне достаточная для переработки в плавильных печах.

## Применение в угольной промышленности
Брикетирование углей производится для повышения теплоты сгорания каменноугольной мелочи, антрацитовых штыбов, бурых углей, торфа, а также для повышения КПД сжигания, транспортабельности. При брикетировании упрощаются условия хранения и использования этих видов топливного сырья.
Кроме того, брикетирование создаёт дополнительные сырьевые ресурсы для производства малодымного и бездымного топлива, а также рудного и нерудного сырья благодаря утилизации отходов различных производств (колошниковая пыль, металлические стружка, окалина, шлаки, отходы промышленности нерудных строительных материалов, ряда химических производств и др.), расширяет сырьевую базу коксования за счёт использования в коксовых шихтах недефицитных марок каменных углей.
В зависимости от свойств исходного сырья брикетирование производится без связующих веществ (молодые бурые угли, торф) при давлении 100—250 МПа и со связующими (каменноугольная и рудная мелочь, антрацитовый штыб и др.) при давлении 20—80 МПа. При брикетировании без связующих веществ происходит постепенное заполнение пустот между частицами, затем уплотняются и деформируются сами частицы, между ними возникают силы молекулярного сцепления. Повышение давления и длительности пребывания материала под ним приводит к снижению величин упругих деформаций и переходу их в пластические, вследствие чего структура брикета упрочняется. Брикетирование молодых бурых углей без связующих производится для коммунально-бытовых нужд.